# Жидівські ворота

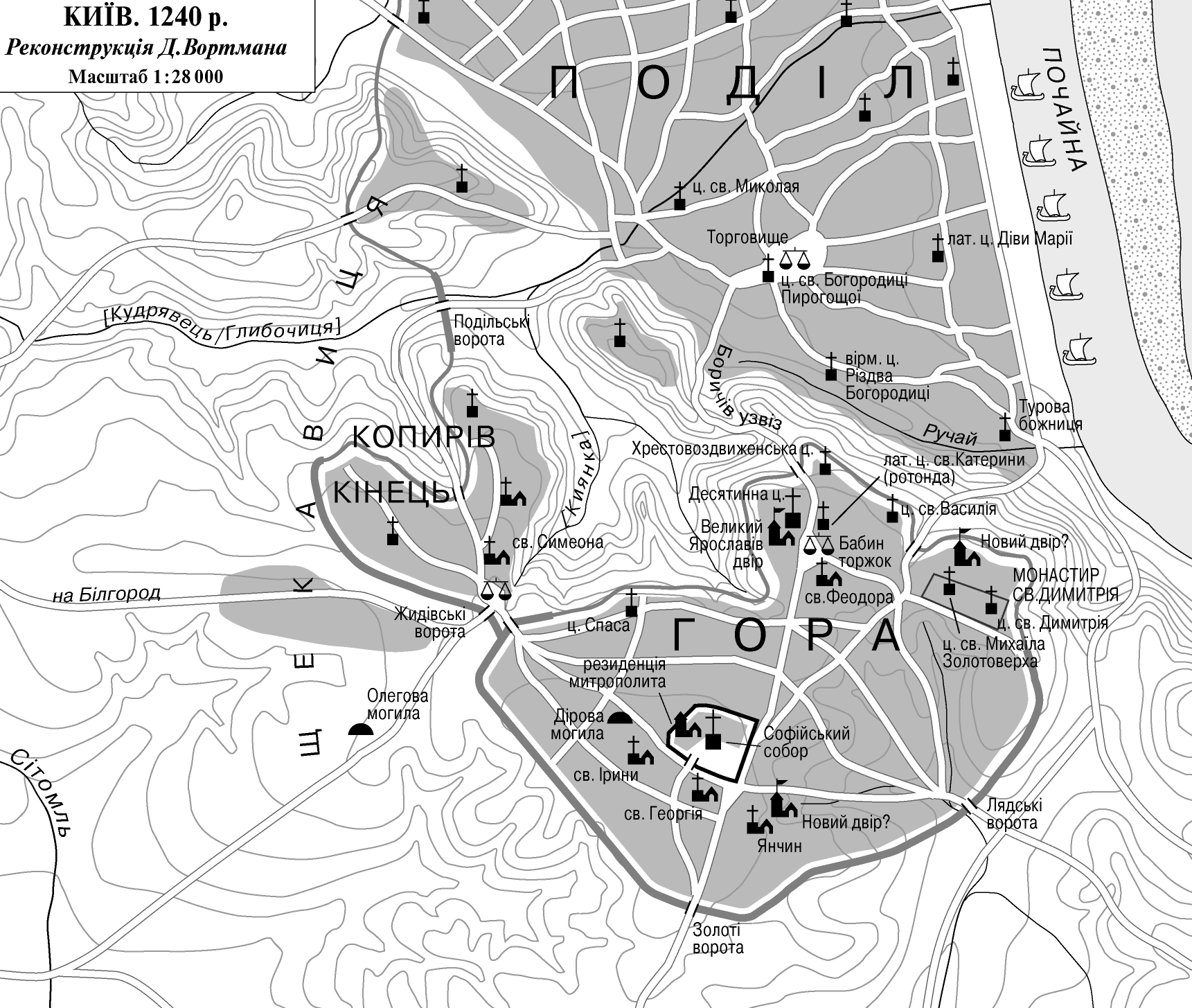
Жидівські ворота в системі укріплень Стародавнього Києва (в центрі, підписані), реконструкція на 1240 рік.

Жидівські ворота, Жидівська брама — історичний в'їзд у стародавній Київ, зведений у XI сторіччі. Розташовувались на території сучасної Львівської площі.

## Історія
Свою назву Жидівські ворота отримали через єврейський квартал чи вулицю, які знаходились в цій частині міста. Згадка про Жидівські ворота міститься в літописах 1146 і 1151 року.

## Локалізація
Довгий час Жидівські ворота вважалися зовнішніми воротами у північно-західній частині «міста Ярослава», одночасно вони ототожнювалися з Львівськими воротами XVII—XVIII століть. Пізніші дослідження виявили, що з цього боку до міста Ярослава примикав район Копирів кінець, який мав власні укріплення. В той же час, літописні повідомлення вказували, що Жидівські ворота були саме зовнішніми воротами міста. Щоб зняти цю суперечність, історики дійшли до висновку, що Жидівські ворота були зовнішніми воротами Копиріва кінця, розташованими у безпосередній близькості до внутрішніх ворот ведших у «город Ярослава» (пізніших Львівських). Ці останні отримали умовну назву Західних воріт. За розрахунками Дмитра Вортмана, Жидівські ворота розташовувались у центрі сучасної Львівської площі, поруч з місцем, де з'єднувались вали «города Ярослава» та Копиріва кінця. Ворота у «город Ярослава» («Західні ворота», пізніші Львівські) розташовувались біля східного краю Львівської площі, у місці, де від площі характерним віялом розходяться вулиці Велика Житомирська, Стрітенська та Рейтарська.